# Škoda Citigo
Škoda Citigo je miniautomobil vyráběný českou automobilkou Škoda Auto od roku 2011. Karosářsky je to malý třídveřový nebo pětidveřový hatchback. Jedná se o sesterský model Seatu Mii a Volkswagenu up!, z něhož oba celkově vycházejí. Koncern těmito třemi modely zavádí skupinu zvanou New Small Family. Citigo se vyrábí spolu se sesterskými modely na Slovensku v Bratislavě. Vůz dostal nový facelift v roce 2017. 
Na začátku roku 2019 byla představena plně elektrická verze Citigo-e iV, která na podzim 2019 nahradila ve výrobě verzi se spalovacím motorem. Na podzim 2020 Škoda ukončila prodej elektromobilů Citigo.

## Výbavy
Vůz disponuje bezpečnostními prvky, jako jsou například boční airbagy, asistent rozjezdu do kopce nebo systém City Safe Drive, který řidiče upozorní a popřípadě sám zastaví před blížící se překážkou (do rychlosti 30 km/h). Tento byl však dodáván za příplatek a většina vozů jej proto neměla. Od roku 2015 vozy disponovaly, podle nařízení EU, systémem monitorování tlaku v pneumatikách (TPMS).
- Active – základní výbava, ve které chyběly i na svou dobu tak samozřejmé funkce, jako např. rádio, elektrická okna a zrcátka s integrovanými blinkry, centrální zamykání s dálkovým ovládáním nebo klimatizace
- Ambition – prostřední výbava
- Style - nejvyšší výbava, jejíž součástí byl např. tempomat, přední mlhová světla, zatmavená zadní okna a automatické svícení
- + Sport vycházející z verze Ambition – pouze optické úpravy a snížený podvozek
- + Sound vycházející z verze Style – optické úpravy a lepší aparatura
- Monte Carlo

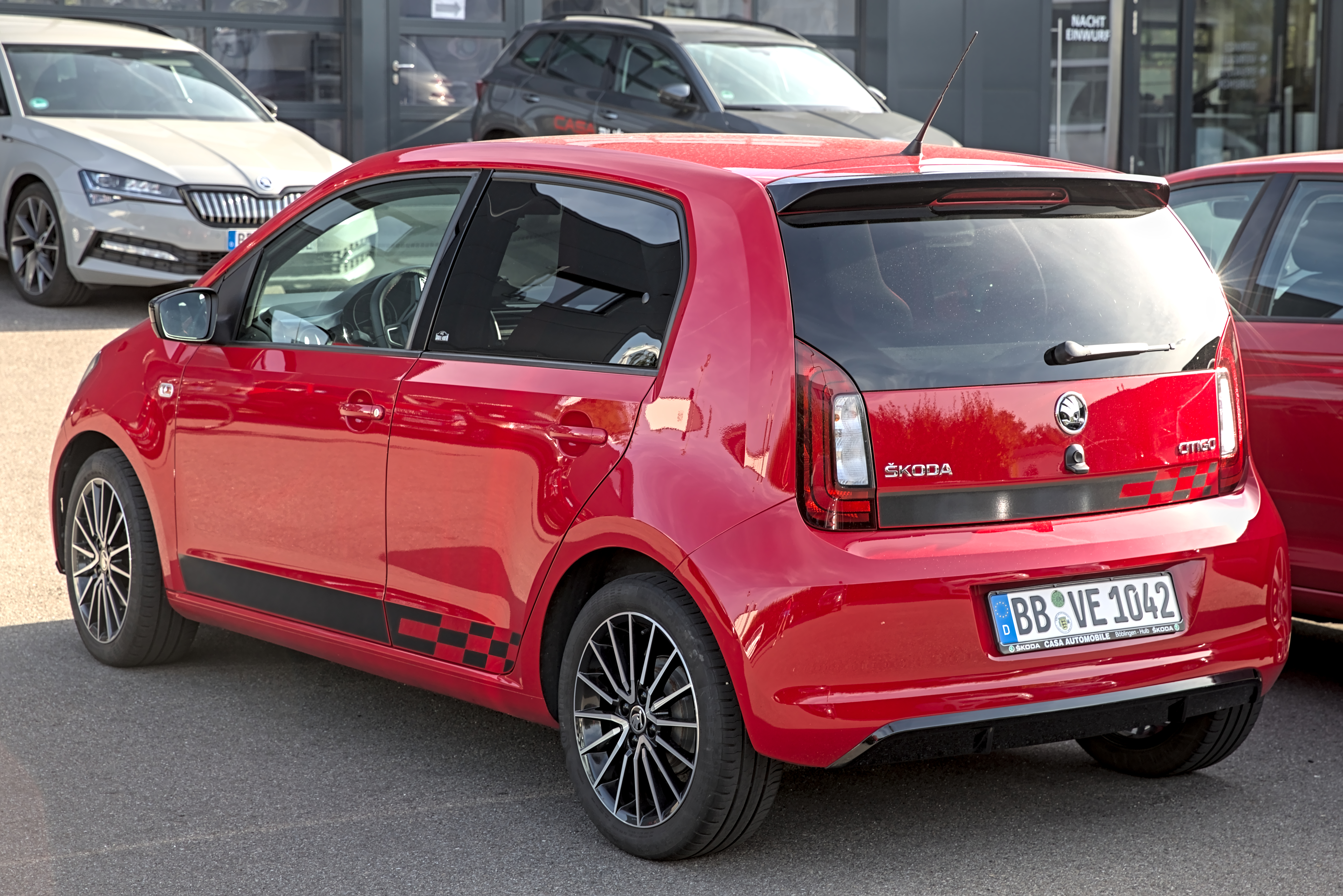

Na rozdíl od příbuzného Volkswagenu Up! spalovací verze Škody Citigo nikdy neměly, ani za příplatek, asistent pro jízdu v pruzích nebo couvací kameru.  Do nabídky motorů se také nedostaly turbomotory 1.0 TSI.

## Citigo-e iV
Škoda Citigo-e iV je elektromobil vycházející z modelu Škoda Citigo, který automobilka vyráběla se spalovacími motory od roku 2011. Premiéra vozu proběhla 23. května 2019 v Bratislavě v rámci 83. mistrovství světa v hokeji. Výroba začala v polovině roku 2019. Citigo-e iV je sourozencem elektrifikovaných vozů SEAT Mii a Volkswagen up! z koncernu Volkswagen Group.
Historicky první elektromobil Škody Auto má být na jedno nabití schopný ujet až 265 km dle standardu WLTP. Cena první 500-kusové série činila 429 900 Kč, poté Citigo stálo 479 900 Kč. Prvních 500 kusů se vyprodalo během sedmi týdnů. Dojezd zajišťuje lithium-iontová baterie s kapacitou 36,8 kWh, elektromotor pak poskytuje výkon 61 kW. Zrychlení z nuly na sto se u Citigo-e iV udává na 12,5 sekundy. Maximální rychlost je pak omezena na 130 km/h. Jediná varianta je nabízena ve výbavovém stupni Style.

## Galerie

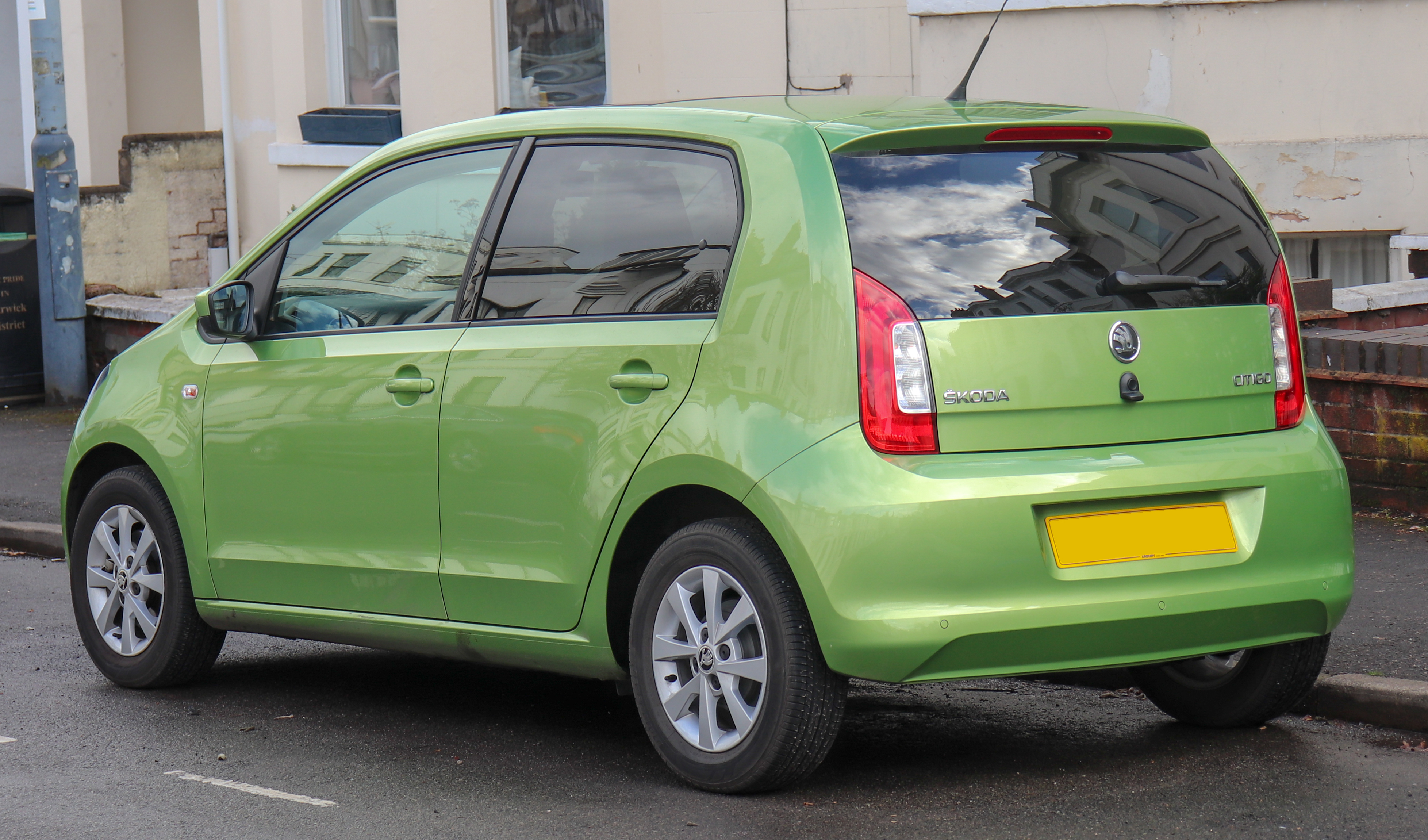
Zadní pohled
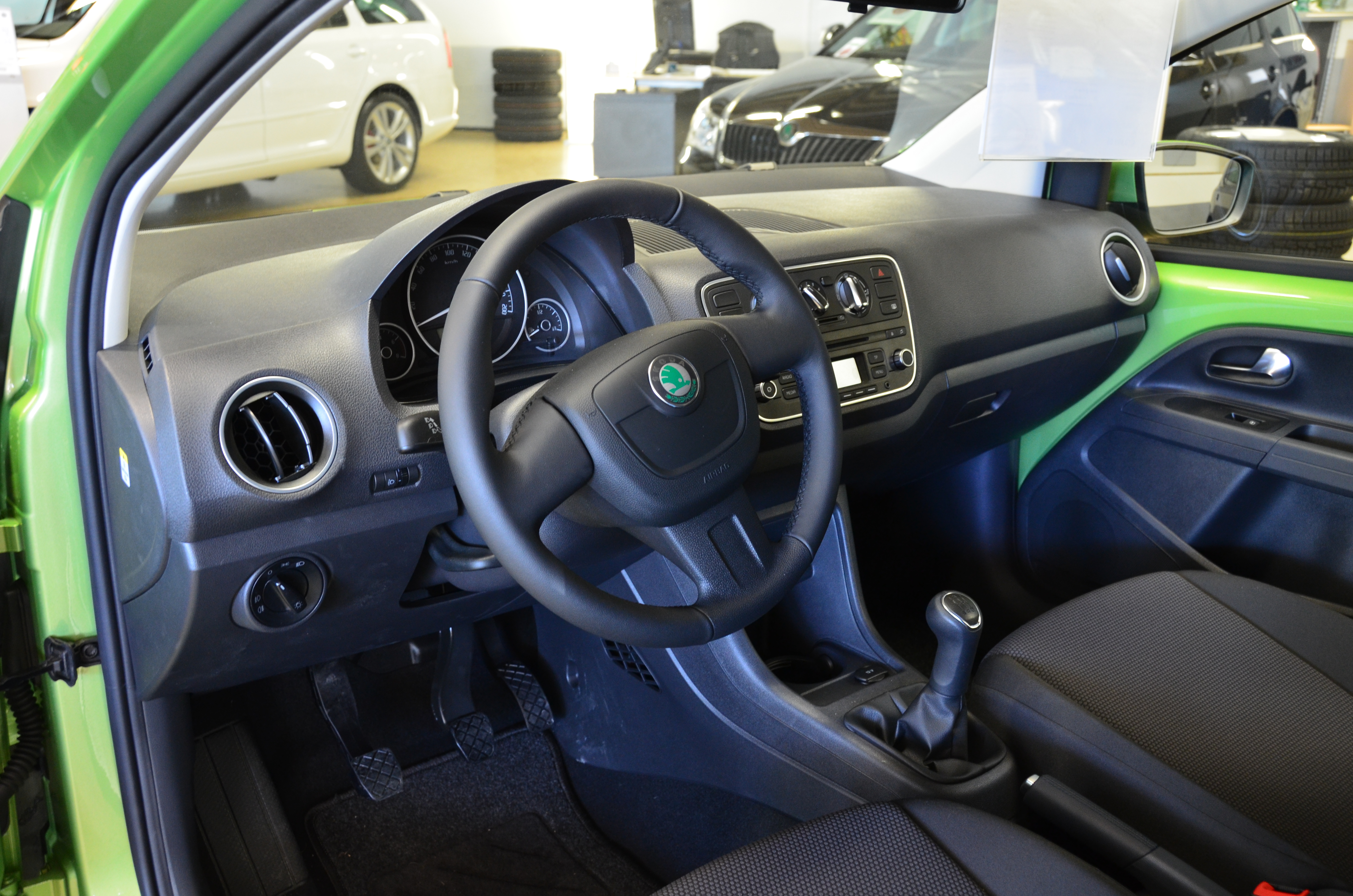
Interiér vozu
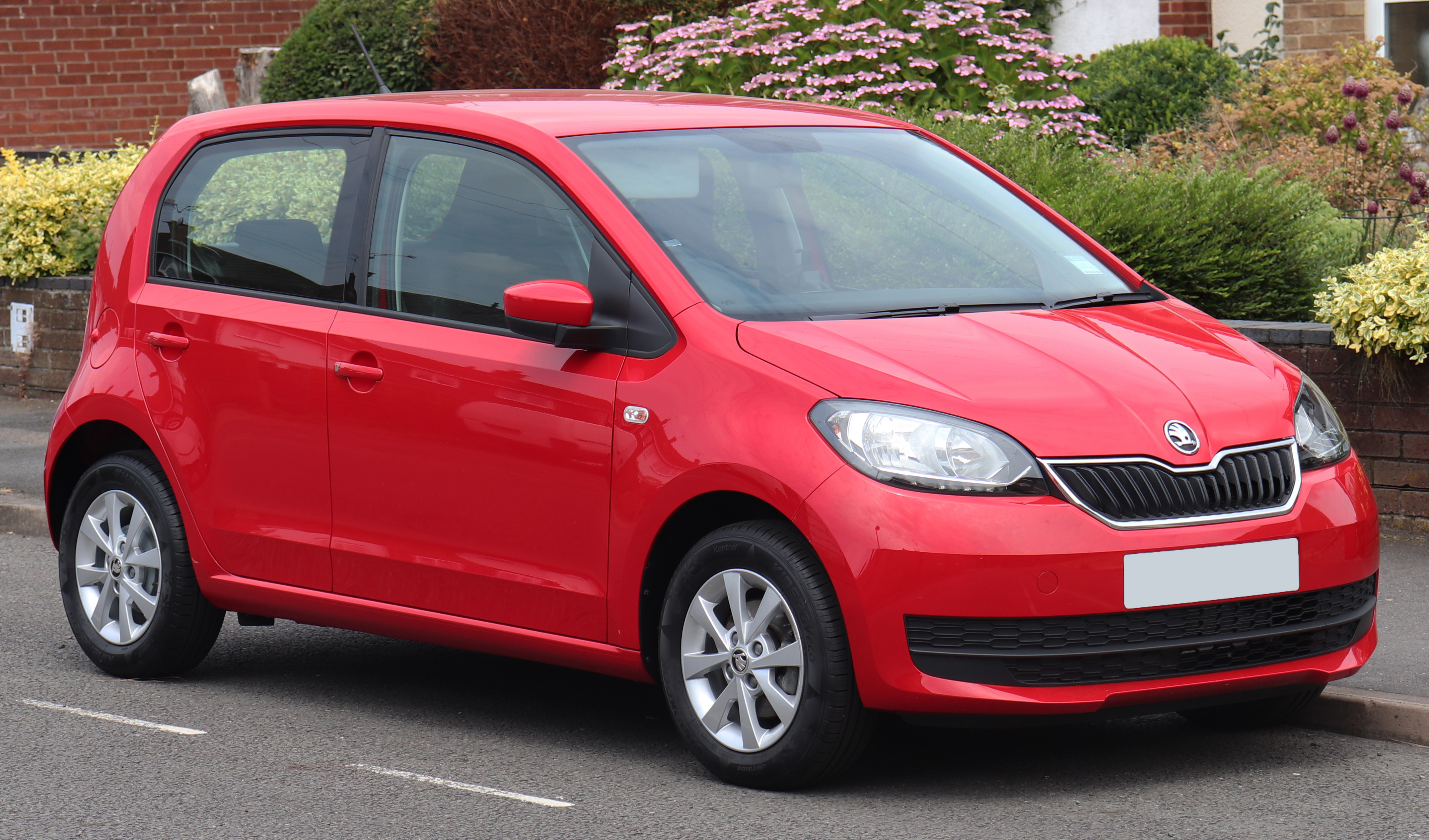
Citigo po faceliftu
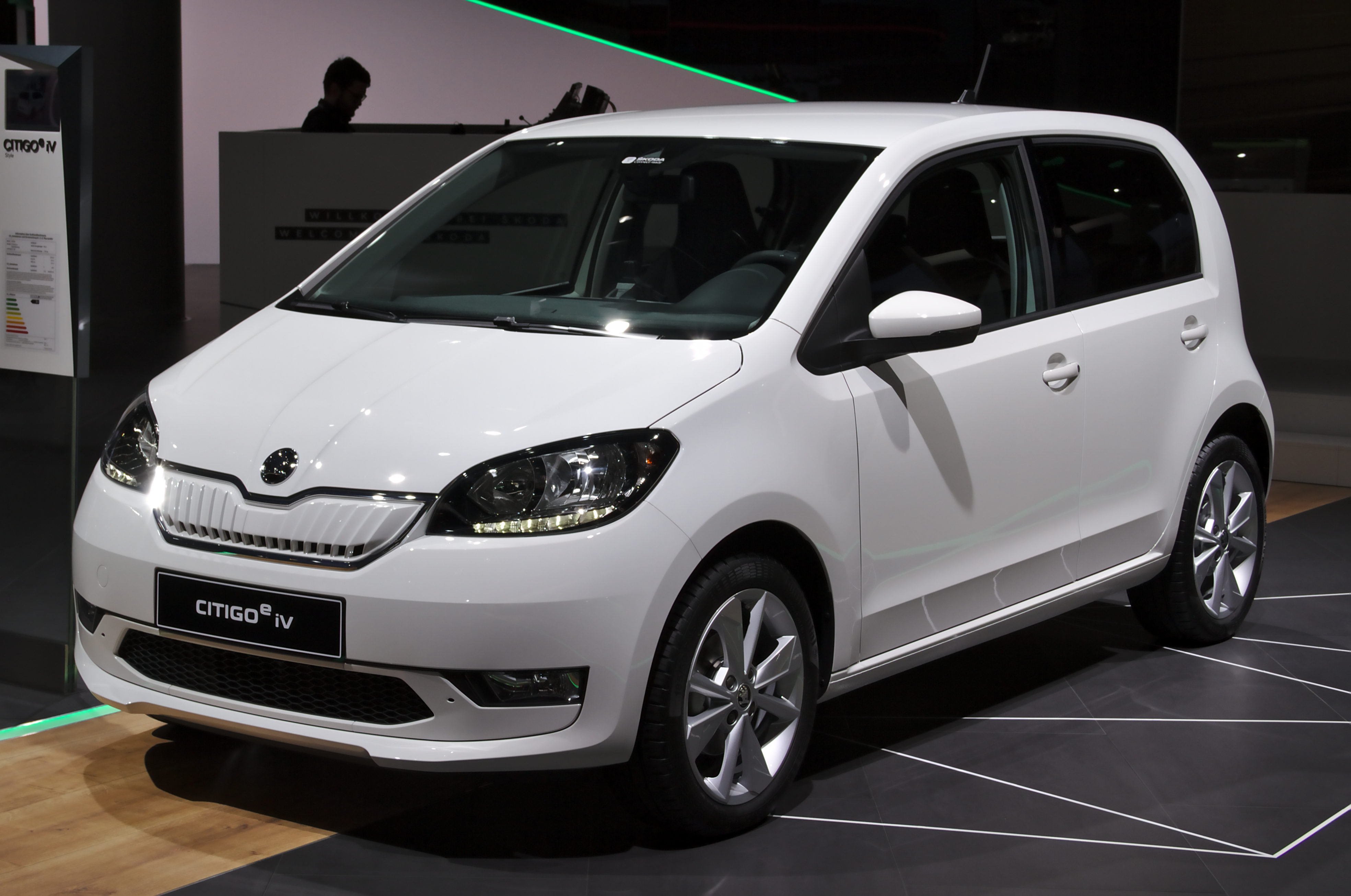
Škoda Citigo-e iV
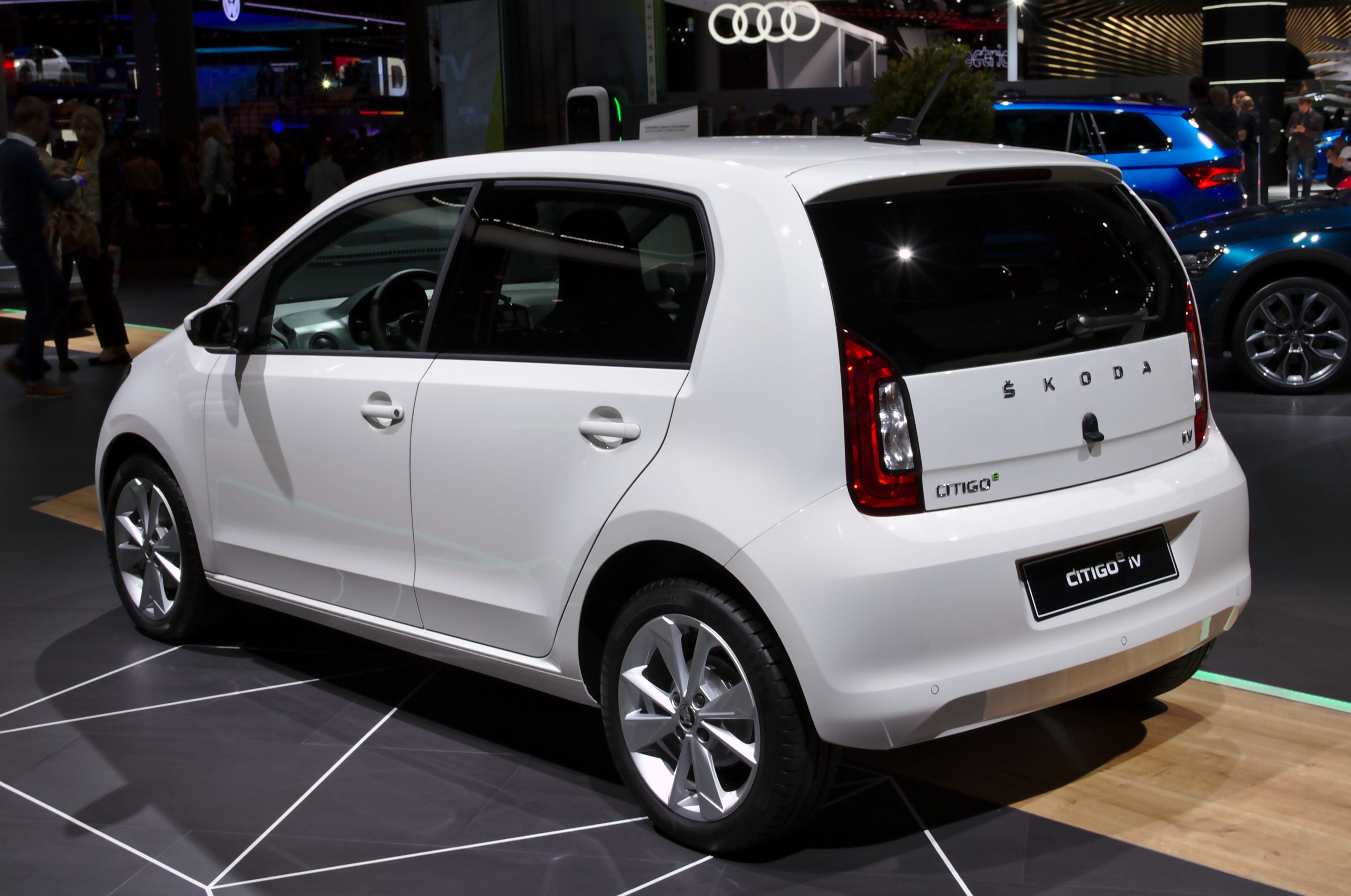
Citigo-e iV zadní pohled

## Motory
| Verze                             | 1.0 MPI                                                                     | 1.0 MPI                                                                     | 1.0 CNG                            | Elektrický    |
| --------------------------------- | --------------------------------------------------------------------------- | --------------------------------------------------------------------------- | ---------------------------------- | ------------- |
| Typ motoru                        | Zážehový motor s vícebodovým vstřikováním                                   | Zážehový motor s vícebodovým vstřikováním                                   | Motor na stlačený zemní plyn (CNG) | Elektromotor  |
| Počet válců/ventilů               | 3/12                                                                        | 3/12                                                                        | 3/12                               | –             |
| Objem, cm³                        | 999                                                                         | 999                                                                         | 999                                | –             |
| Max. výkon, kW (PS) při ot/min    | 44 (60)/5000                                                                | 55 (75)/6200                                                                | 50 (68)/6200                       | 60 (80)       |
| Max. točivý moment, Nm při ot/min | 95/3000-4300                                                                | 95/3000-4300                                                                | 90/3000                            | 210           |
| Převodovka                        | pětistupňová manuální/automatická                                           | pětistupňová manuální/automatická                                           | pětistupňová manuální              | jednostupňová |
| Max. rychlost, km/h               | 160 (161 ve verzi s automatickou převodovkou)                               | 171 (172 ve verzi s automatickou převodovkou)                               | 164                                | 130           |
| Akcelerace z 0–100 km/h, s        | 14,4 (15,3 ve verzi s automatickou převodovkou)                             | 13,2 (13,9 ve verzi s automatickou převodovkou)                             | 16,3                               | 12,3          |
| Kombinovaná spotřeba na 100 km    | 4,5 l (4,4 l ve verzi s automatickou převodovkou, 4,1 l ve verzi green tec) | 4,7 l (4,5 l ve verzi s automatickou převodovkou, 4,2 l ve verzi green tec) | 4,4 m³ (2,9 kg)                    | 12.8 kWh      |
| Kombinované CO2-emise, g/km       | 105 (103 ve verzi s automatickou převodovkou, 95 ve verzi green tec)        | 108 (105 ve verzi s automatickou převodovkou, 98 ve verzi green tec)        | 99                                 | –             |
| Emisní norma podle klasifikace EU | Euro 5, Euro 6                                                              | Euro 5, Euro 6                                                              | Euro 5, Euro 6                     | –             |